# Slijmbeursontsteking
Slijmbeursontsteking of bursitis is een ontsteking van een of meer slijmbeurzen, de met vocht gevulde 'kussentjes' tussen een pees en de onderliggende botstructuur bij een gewricht. Sommige vormen komen meer voor bij mannen dan bij vrouwen, de frequentie neemt met de leeftijd toe. 
Afhankelijk van de plaats van voorkomen hebben de verschillende vormen van bursitis een andere benaming:
- achillobursitis is een slijmbeursontsteking bij de achillespees op de hiel
- bursitis infrapatellaris, bid- of patersknie, aan de knie
- bursitis olecrani of studentenelleboog, aan de elleboog
- bursitis praepatellaris is een ontsteking op de knieschijf
- bursitis subacromialis is een ontsteking van de slijmbeurs in de schouder die zich onder het acromion bevindt[1]
- bursitis trochanterica of trochanter bursitis, aan de zijkant van de heup

## Symptomen

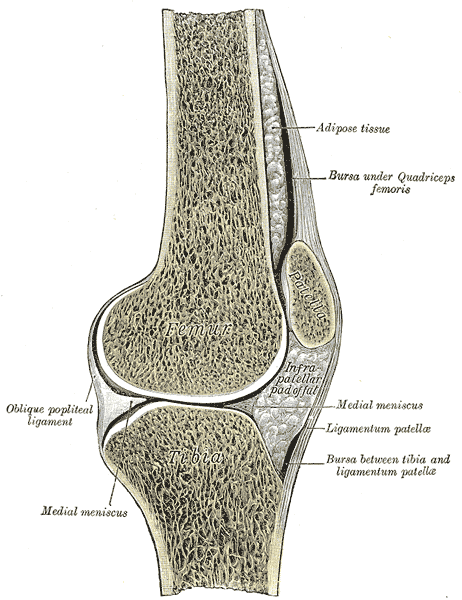
Bursae bij de knie, zichtbaar rechtsboven en rechtsonder

Als een slijmbeurs ontstoken is, maakt ze meer vocht aan. Hierdoor zet de slijmbeurs uit en wordt het gewricht pijnlijk en stijf. Bursitis kenmerkt zich door roodheid, plaatselijke warmte, zwelling en pijn waar de ontstoken slijmbeurs aanwezig is, zoals op hiel, knie, elleboog, schouder of heup. Een slijmbeursontsteking ter hoogte van de elleboog ziet eruit als een zakje dat aan de punt van de elleboog hangt. Bij een slijmbeursontsteking van de knie ontstaat een zwelling, meestal juist boven of onder de knieschijf. Een acute bursitis kan enige dagen tot weken en soms maanden aanhouden.

## Oorzaken
Een slijmbeursontsteking kan het gevolg zijn van trauma, bijvoorbeeld een ongeval, een klap of een val, of structurele overbelasting en aanhoudende druk, bijvoorbeeld door het uitgeoefende beroep. In dat geval spreekt men van een traumatische bursitis. Chronische bursitis is een van de aandoeningen in het RSI-spectrum.
Een slijmbeurs kan ook besmet worden met bacteriën door een wondje of een infectie in de buurt. Dit is een septische bursitis. Soms is er geen oorzaak voor een slijmbeursontsteking. Dat wordt een primaire bursitis genoemd. 
In zeldzame gevallen ligt reuma of jicht aan de basis van een bursitis.

## Behandeling
Het gewricht dient in beweging gehouden te worden om stijfheid te voorkomen en het genezingsproces te bevorderen. Langdurige druk op ellebogen en knieën moet worden vermeden. Het gebruik van kniebeschermers kan nuttig zijn bij het knielen. Afkoelen van de ontsteking met ijs kan de pijn verzachten. Een bursitis, die niet het gevolg van een infectie is, geneest doorgaans uit zichzelf.

### Behandeling door de arts en de kinesitherapeut
In ernstiger gevallen zijn pijnstillers en ontstekingsremmers als NSAID's noodzakelijk. Fysiotherapie, met mobilisatie, gymnastiek en elektrotherapie, is ook mogelijk. Deze kunnen best zo snel mogelijk gestart worden.
Punctie van de aangedane slijmbeurs is niet alleen nuttig voor de juiste diagnose, maar gedeeltelijk ook voor de behandeling. De druk in de slijmbeurs vermindert erdoor en daardoor ook de pijn. Bij chronische bursitis kan men de slijmbeurs leegzuigen en er een cortisonepreparaat inspuiten, door middel van infiltratie. Deze procedure wordt, zo nodig, na twee weken herhaald. Blijft de ontsteking terugkomen en klachten veroorzaken, dan kan de slijmbeurs chirurgisch verwijderd worden. 
Bij een septische slijmbeursontsteking of het vermoeden ervan start men onmiddellijk antibiotica op in hoge dosis. Een ziekenhuisopname kan nodig zijn om de antibiotica met een infuus toe te dienen. 
Bij reuma of jicht wordt meestal verwezen naar een reumatoloog voor een aangepaste behandeling.

## Gelijkende aandoening
Heupkopnecrose is een aandoening waarvan de symptomen soms lijken op een slijmbeursontsteking in de heup.